# José Gonçalves de Oliveira Roxo
José Gonçalves de Oliveira Roxo, primeiro e único barão de Guanabara (Barra do Piraí, 13 de abril de 1832 — Rio de Janeiro, 11 de junho de 1875) foi um proprietário rural brasileiro.

## Biografia
Filho mais velho do Barão de Vargem Alegre, casou com sua prima-irmã Emiliana Clara Gonçalves de Morais (ele com 18, ela com 14 anos de idade) e tiveram apenas dois filhos: José Antero de Oliveira Roxo e Matias Otávio de Oliveira Roxo.
Recebeu o título de barão por carta de 17 de abril de 1875.